# Kärlek kallare än döden
Kärlek kallare än döden, Liebe ist kälter als der Tod är en västtysk film från 1969.
Filmen är Rainer Werner Fassbinders långfilmsdebut och föreställer en blandning av film noir och franska nya vågen. En gangsterhistoria berättad med knappa medel. Med Fassbinder själv i huvudrollen som en smågangster. Tillsammans med Hanna Schygulla (som Joanna) och Ulli Lommel (som Bruno). 

## Handling
Franz och Bruno är vänner trots att Bruno egentligen vill döda Franz, de delar på flickvännen Joanna. Bruno planerar ett bankrån, men Joanna varskor polisen.

## Om filmen
Filmen spelades in i München under 24 dagar i april 1969 till en kostnad av 95 000 D-mark. Den hade världspremiär vid filmfestivalen i Berlin den 26 juni 1969 och svensk premiär i SVT2 den 4 mars 2002.

## Rollista (urval)
- Rainer Werner Fassbinder - Franz
- Ulli Lommel - Bruno
- Hanna Schygulla - Joanna